# Polizeiruf 110: Ein Bild von einem Mörder
Ein Bild von einem Mörder ist ein deutscher Kriminalfilm von Thomas Jacob aus dem Jahr 2004. Es ist die 262. Folge innerhalb der Filmreihe Polizeiruf 110 und der 26. Fall für Schmücke und Schneider. Andreas Schmidt-Schaller hat hier einen Gastauftritt als Privatdetektiv Thomas Grawe.

## Handlung
Kommissar Schmücke ist gerade auf Wohnungssuche, als auf dem Hochhaus gegenüber Lothar Michalke in den Tod springt. Obwohl Schmücke rechtzeitig auf dem Dach ankam, konnte er den Selbstmord nicht verhindern. Der verzweifelte Familienvater sah keinen anderen Ausweg, nachdem seine Frau ihn mit den Kindern verlassen wollte. Sie hatte ein Foto gefunden, das ihren Mann mit einer anderen Frau beim Liebesspiel zeigt.
Obwohl Schmücke diese Familientragödie noch immer nahe geht, muss er sich um einen neuen Fall kümmern. Der Freyburger Winzer Werner Braumüller wurde in der Nähe eines alten Steinbruchs tot aufgefunden. Die Todesumstände sind sehr mysteriös. Er wurde mit einer Armbrust in den Kopf geschossen. Picknickutensilien lassen auf ein Stelldichein mit einer Frau schließen. Das führt die Kommissare Schmücke und Schneider zum Waldhotel Zur Mühle, wo Braumüller ein Doppelzimmer gebucht hatte und mit „seiner“ Frau abgestiegen war. Die Kommissare bemerken sehr schnell, dass Braumüllers Picknickgast nicht seine Ehefrau war, sondern eine Geliebte. Als sie Margot Braumüller darauf ansprechen, gibt sie ohne Umschweife zu, von den Liebschaften ihres Mannes zu wissen.
Anhand von Braumüllers Handyverbindungen stoßen die Ermittler auf Eva Brenner, die nach kurzem Leugnen die Affäre mit Braumüller zugibt. So gerät Brenners Ehemann unter Verdacht, den Liebhaber seiner Frau getötet zu haben. Da er tatsächlich in der Nähe des Tatortes war, weil er seiner Frau nachspionierte, bringt ihn das in ernsthafte Schwierigkeiten. Zumal er ein Sportgeschäft besitzt, in dem man auch eine Armbrust kaufen kann.
Unerwartet erhält Schmücke einen Anruf von seinem ehemaligen Kollegen Thomas Grawe, der mittlerweile als Privatdetektiv arbeitet. Er hatte vom Mord an Braumüller erfahren und setzt die Kommissare davon in Kenntnis, dass er vor kurzem von Frau Braumüller beauftragt wurde, ihren Mann zu überwachen. Dabei ist auch er auf Eva Brenner gestoßen, die sich heimlich auch mit anderen Männern getroffen hatte. Als Schmücke und Schneider hier nachhaken, finden sie heraus, dass Malte Brenner seine Frau auf vermögende Männer „angesetzt“ hatte. So konnte er kompromittierende Fotos machen, die betroffenen Männer erpressen und so seine angespannte finanzielle Situation verbessern. Schmücke und Schneider ahnen nicht, dass Brenner so bei seinen Fotos auch eine Aufnahme gelungen ist, die im alten Steinbruch den Mörder Braumüllers zeigt. Mit diesem Foto versucht Brenner den Täter zu erpressen und bezahlt dies mit dem Leben. Im Laptop des Opfers findet die Kriminaltechnikerin die Fotos von Brenners „Kunden“, auf der Fred Limbach, ein Freund der Familie Braumüller, zu sehen ist. Bei seiner Festnahme gibt er zu, Brenner erschossen zu haben, weil der ihn erpressen wollte. Er hätte aus Liebe zu „seiner“ Margot den Ehemann aus dem Weg geräumt. Angestiftet habe sie ihn angeblich nicht.
Margot Braumüller ist die Alleinerbin des Vermögens und musste befürchten, dass die letzte Liebschaft ihres Mannes doch ernsterer Natur war als die übrigen. Im Falle einer Scheidung wäre sie durch den Ehevertrag leer ausgegangen.
Zu Eva Brenners „Kunden“ gehörte unter vielen anderen auch Lothar Michalke.

## Hintergrund
Ein Bild von einem Mörder wurde am 19. Dezember 2004 im Ersten zur Hauptsendezeit erstmals ausgestrahlt.

## Rezeption

### Einschaltquoten
Die Erstausstrahlung von Ein Bild von einem Mörder am 19. Dezember 2004 wurde in Deutschland von 7,61 Millionen Zuschauern gesehen und erreichte einen Marktanteil von 21,0 Prozent für Das Erste. Bei der werberelevanten Zielgruppe der 14- bis 49-Jährigen ergibt sich ein Anteil von 2,39 Millionen Zuschauer und damit 15,1 Prozent.

### Kritik
Die Kritiker der Fernsehzeitschrift TV Spielfilm vergaben eine mittlere Wertung (Daumen zur Seite) und befanden: „Das kauzige Paar gibt dem Fall etwas Pep“.

## Fehler
Bei 39:45 stehen die Kommissare vor einer Haltestelle und schauen auf die Haltestellenpläne, auf denen zu sehen ist, dass stündlich mehrere Abfahrten erfolgen, auch am Wochenende. Tatsachenwidrig sagt Schmücke: »Hier fahren nur zwei Busse am Tag, einer um 12 Uhr 30 und der andere um 19 Uhr 30.«